# Lola Barbershop
Lola Barbershop var en svensk musikgrupp som bildades 1998 i Östersund och spelade tillsammans fram till 2006. Genom åren gjorde bandet mer än 100 livespelningar runt om i Sverige. Våren 2000 släpptes bandets första och enda album, Sportsman EP (TPCD4). Lola Barbershop medverkade också med låtar på flera olika samlingsalbum.
Bandet splittrades efter att en av dess medlemmar, Anders Johansson, omkom i en trafikolycka den 16 juni 2006. I dag spelar de före detta medlemmarna Per-Olof Stjärnered, Andreas Nordström, Jesper Hedin och Anders Nilsson tillsammans i bandet Autisterna.

## Medlemmar

### Medlemmar 1998-2000
- Anders Johansson: Sång och gitarr
- Per-Olof Stjärnered: Sång och bas
- Andreas Nordström: Trummor och kör
- Jesper Hedin: Gitarr och kör

### Medlemmar 2000-2006
- Anders Johansson: Sång och gitarr
- Per-Olof Stjärnered: Sång och bas
- Andreas Nordström: Trummor och kör
- Anders Nilsson: Gitarr och kör

## Diskografi

### EP
- Sportsman EP (TPCD4) (2000)

### Demor
- His First Guitar (2000)
- Lola barbershop (2001)
- All Dressed Up to Dance! (2002)
- Keep on Searching (2003)
- Tell Me Now! (2003)
- Soldiers in a War (2005)
- Brewhouse Session (2005)

### Samlingar
- "Svensk populärmusik volym två" (JOHNNY006), med låten "Ticket to Happiness"
- "Hoppen från skogarna" (HOPPEN 01/2003),
- "Abus Dangereux" (Mars 2003); Sonic (#14 2003),

## Större liveframträdanden
- Emmabodafestivalen, Emmaboda Sverige (2001)
- Storsjöyran, Östersund Sverige (2003)
- Sticky Fingers, Göteborg Sverige (2004-04-08)
- Sticky Fingers, Göteborg Sverige (2005-04-06)